# Гусейнов, Эльнур
Эльнур Гусейнов (род. 7 марта 1987, Ашхабад, Туркменская ССР, СССР) — азербайджанский эстрадный певец. Представлял Азербайджан на музыкальном конкурсе «Евровидение» в 2008 году, вместе с Самиром Джавадзаде, где занял 8-е место, а также в 2015 году, где занял 12-е место.

## Биография
Эльнур Гусейнов родился в семье военного (отец) и музыканта-теоретика (мать). В 1992 году поступил в Республиканскую Специальную Музыкальную Школу при Туркменской Национальной Консерватории по классу фортепиано. В 1999 году семья переехала в Баку, где Гусейнов закончил медицинский техникум по специальности техник-стоматолог. В 2001 году поступил в бакинское музыкальное училище им. Асафа Зейналлы, которое окончил в 2004 году. Учился на парикмахера-стилиста. Работал в Азербайджанском государственном академическом театре оперы и балета, в капелле при Азербайджанской государственной филармонии и в церковном хоре.
В 2003 году победил на телеконкурсе «Sing Your Song». В 2008 году был избран членами жюри в качестве представителя Азербайджана на «Евровидении» в Белграде. Эльнур представил на конкурсе песню «Day After Day», в дуэте с Самиром Джавадзаде. Музыка была написана азербайджанским композитором Говхар Гасанзаде.
В 2015 году стал победителем конкурса «O ses Türkiye» (турецкий аналог популярного шоу «Voice», в российском варианте «Голос»).
В марте 2015 года был выбран представить Азербайджан на конкурсе Евровидение 2015 с песней «Hour Of The Wolf».